# هونج جين
هونج جين (هانغل: 홍진) هو سياسي كوري جنوبي، ولد في 28 نوفمبر 1877 في سول في كوريا الجنوبية، وتوفي بنفس المكان في 1946.